# Gerardo Coria
Gerardo Coria (* 12. Juli 1962) ist ein ehemaliger mexikanischer Fußballspieler, der vorwiegend im Mittelfeld agierte.

## Laufbahn
Coria spielte zu Beginn der 1980er Jahre beim Hauptstadtverein UNAM Pumas, mit dem er in der Saison 1980/81 die mexikanische Fußballmeisterschaft gewann.
In der zweiten Hälfte der 1980er Jahre war Coria für die in der zweiten Liga spielenden Pioneros de Cancún im Einsatz.

## Erfolge
- Mexikanischer Meister: 1980/81